# 대구 LPG 충전소 폭발 사고
대구 LPG 충전소 폭발 사고는 2022년 11월 16일 오후 5시 29경에 발생한 가스 폭발에 의한 화재 사고(추정)이다.

## 화재 진압
소방당국은 오후 5시 32분 대응 1단계를 발령했으며, 11분 후 대응 2단계를 발령하여 인력 159명과 장비 47대를 투입해 화재 발생 23분 정도에 불을 모두 진압하였다.

## 피해
- 중상자 3명
- 경상자 5명